# Силверстайн, Джозеф
Джозеф Силверстайн (англ. Joseph Silverstein; 21 марта 1932, Детройт — 22 ноября 2015) — американский скрипач и дирижёр.
Учился в Кёртисовском институте у Ефрема Цимбалиста; занимался также у Миши Мишакова и Уильяма Примроуза. В 1959 г. получил III премию Международного конкурса имени королевы Елизаветы, в 1960 г. завоевал первую премию Наумбурговского конкурса молодых исполнителей. В 1962—1983 гг. был концертмейстером (первой скрипкой) Бостонского симфонического оркестра (с 1971 г. также помощником дирижёра), одновременно преподавал в Консерватории Новой Англии. В 1983—1998 гг. был музыкальным руководителем Симфонического оркестра Юты, в 2001—2003 гг. руководил Флоридским филармоническим оркестром. Преподавал в Кёртисовском институте.